# Kapel Maria-van-Bijstand
De Kapel Maria-van-Bijstand (ook Kapel van O.L. Vrouw ter Heyden genoemd) is een laat-barokke kapel, gelegen aan de Houtmarkt in Haaltert en maakt deel uit van de toegang tot de begraafplaats van Haaltert. De kapel is opgebouwd met bakstenen in combinatie met zandsteen. De voorgevel bestaat uit twee pilasters waarboven een kroonlijst die als basis dient voor een krul- en trapgevel met driehoekig fronton. De deur heeft een zandstenen omlijsting met daarboven een cartouche met het bouwjaar 1703 en de tekst Maria Van Bystant B.V.O. . In de zijgevels bevinden zich twee rondboogvensters. De kapel heeft een leien zadeldak en dakruiter met klok en metalen kruis. Het altaar met het beeld van Maria-van-Bijstand is in barokstijl.

## Geschiedenis
Oorspronkelijk stond hier een hoevekapelletje nabij ’t Hoef ter Heyden. Het was dan bekend als "capelleken van Onse Lieve Vrouw ghenaemt ter Heyden". Wegens de vervallen staat ervan werd in 1703 een nieuwe kapel gebouwd.
Tijdens het Franse bewind werd de kapel verkocht en voor allerlei doeleinden gebruikt. In 1821 was het met de omliggende grond eigendom van een zekere Matthias de Ruddere. Later werd de kapel door de gemeente aangekocht. In 1869 werd op de omliggende grond de gemeentelijke begraafplaats aangelegd omdat het kerkhof rond de Sint-Gorikskerk werd ontruimd.
Het oorspronkelijke Mariabeeldje werd in 1974 gestolen en vervangen door het huidige beeld van O.L.V. van Bijstand. De kapel werd in 1948 als beschermd monument geklasseerd.